# Militärflugplatz Saint Jean d’Angély-Fontenet

i7
i11
i13
Das als Camp de Fontenet bezeichnete Areal ist ein früherer Militärflugplatz. Die französischen Luftstreitkräfte bezeichneten ihn als Base aérienne 129 Saint Jean d’Angély-Fontenet. Das Gelände liegt in der Region Nouvelle-Aquitaine im Département Charente-Maritime auf dem Gebiet von Fontenet, etwa zehn Kilometer südöstlich von Saint-Jean-d’Angély.

## Geschichte
Der Bau der Basis 129 begann 1937 und 1939 wurde sie als Ausbildungseinrichtung eröffnet.
Während des Zweiten Weltkriegs nutzten auch fliegende Verbände der Luftwaffe den Platz im Hinterland der U-Boot-Basen in Bordeaux und La Rochelle-La Pallice. Zwischen Oktober 1940 und Mai 1941 lagen hier zunächst zwei der drei Einsatzstaffeln der Ergänzungsgruppe des Jagdgeschwaders 53, die mit Bf 109E bzw. später Bf 109F ausgerüstet war. Zwischen Januar und April 1941 kam dann noch, ebenfalls mit Bf 109E ausgerüstet, die Ergänzungsgruppe des Jagdgeschwaders 3 hinzu.
Im weiteren Kriegsverlauf während der Atlantikschlacht war hier zwischen September 1942 und Februar 1944 ein Teil der Staffeln der Ergänzungs-Jagdgruppe Ost stationiert. Die von diesen geflogenen Flugzeugtypen waren die Bf 109F/G und Fw 190A.
Der letzte fliegende Verband der Luftwaffe war zwischen Februar und Juli 1944 die 7. Staffel des Kampfgeschwaders 40 mit ihren Fw 200C-Seefernaufklärern.
Nach dem Krieg nutzten die französischen Luftstreitkräfte die Basis noch bis 1961. Die militärische Nutzung endete schließlich 1990.

## Heutige Nutzung
Neben landwirtschaftlicher Nutzung befindet sich hier heute ein kleiner Solarpark.